# IC 3096
IC 3096 је спирална галаксија у сазвјежђу Береникина коса која се налази на листи објеката дубоког неба у Индекс каталогу.
Деклинација објекта је + 14° 30' 55" а ректасцензија 12h 16m 52,3s. Привидна величина (магнитуда) објекта IC 3096 износи 14,3 а фотографска магнитуда 15,2. IC 3096 је још познат и под ознакама MCG 3-31-90, CGCG 98-128, VCC 209, KUG 1214+147, PGC 39358.